# Bardigues
Bardigues település Franciaországban, Tarn-et-Garonne megyében. Lakosainak száma 239 fő (2022. január 1.). Bardigues Saint-Antoine, Auvillar, Castéra-Bouzet, Mansonville és Saint-Michel községekkel határos.

## Népesség
A település népességének változása:
| Lakosok száma | 273  | 292  | 296  | 296  | 279  | 260  | 242  | 238  | 239  |
|               | 2013 | 2015 | 2016 | 2017 | 2018 | 2019 | 2020 | 2021 | 2022 |